# ジョン・ボイド (軍人)
ジョン・ボイド（英語: John Boyd）は、アメリカ合衆国の戦闘機操縦士・航空戦術家・軍事著作家。

## 初期の軍歴
1945年、ボイドは19歳でアメリカ陸軍に入隊し、航空軍に配属された。水泳教官として連合国軍占領下の日本への駐留を経験したのち、1947年に除隊し、復員兵援護法を活用してアイオワ大学に入学した。同大では予備役将校訓練課程（ROTC）に所属していたほか、また水泳部にも入部し、妻となるメアリ・ブルースとも出会っている。
経済学の学士号を取得したのち、1951年には、ROTCにしたがってアメリカ空軍に再入隊した。当時、アメリカ軍は朝鮮戦争を戦っており、入隊間も無いボイドも朝鮮に派遣された。彼はここでF-86の操縦士として、22回の実戦出撃を経験した。この経験は、ボイドが後に創案した各種の理論の土台となった。
終戦後には、アメリカ空軍戦闘機兵器学校（FWS）において、F-100の教官を務めた。まもなくボイドは、FWSにおいてもっとも影響力のある空中戦戦術家と目されるようになった。学生機との模擬空戦において、「不利な位置から開始して、40秒以内に位置を逆転させる（後方の攻撃位置を占位する）」との賭けをたびたび行ない、6年間/3000時間におよぶ戦闘訓練で無敗を誇った。このことから、戦闘機教官としてのボイドには、40秒ボイドという渾名が進呈された。1958年、彼はその戦技をまとめて、空軍初のジェット戦闘機用空戦マニュアルとして『航空攻撃研究』（Aerial Attack Study）を上梓した。同書は空中戦における機動と対抗機動の連続を初めて理論化したものであり、のちのE-M理論の原型が既に含まれていた。

## E-M理論とF-15
1961年、ボイドはジョージア工科大学に入校し、生産工学の学士号を取得した。彼はここで物理学と熱力学の2名の教授と出会い、多くの示唆を受けた。
その後、不本意ながらフロリダ州エグリン空軍基地で機体整備に配置されたが、この期間中、ボイドは、のちにエネルギー機動性理論（E-M理論）として知られることになる画期的な理論を創案した。これは、いわば熱力学の考え方を空戦理論に導入したものであり、要すれば、戦闘機の戦闘能力は機体が有するエネルギー量によって決定されるというものであった。ボイドは、同基地に勤務する文官であったトーマス・クリスティの協力を得てこの理論を検証し、外国技術センターのコンピュータにアクセスして、米機と仮想敵機の優劣について検討した。なお、このアクセスが無断で行なわれたため、のちに発覚した際には一時重大な問題となった。
1964年、ボイドとクリスティは、E-M理論を完成させ、エグリン、ネリスなど様々な空軍基地や航空機メーカーでブリーフィングを行い、1964年末には戦術航空軍団（TAC）司令官のスウィーニー大将や空軍長官にもブリーフィングを行った。当時、アメリカ空軍は新戦闘機（FX）の開発に向けた準備作業に入っており、1965年4月にはコンセプト研究が開始された。しかし、ベトナム戦争と第三次中東戦争の戦訓、そして後に1967年にドモジェドヴォ空港で開かれた航空ショーでソ連空軍・防空軍の新鋭機としてMiG-23・MiG-25が公開されたことを受けて議論は紛糾していた。空軍参謀部は、この紛糾状態を収拾する手法としてボイドのE-M理論に着目し、1966年、ボイドはF-X運用要求策定チームに発令された。
ボイドは、自らのE-M理論を土台としたトレードオフ分析により、コンセプト研究を思い切って見直すこととした。このトレードオフ分析は、当時は理想的翼型と見なされていた可変翼（V-G翼）の棄却やエンジンのバイパス比からの再検討など、非常に思い切ったものであり、この結果、機体重量は27トンから18トンに大幅に軽減された。これによって、FXコンセプト研究の混沌状態は打破され、1968年9月、RFPが発出された。このFX計画は、最終的にはF-15として結実することになった。

## 戦闘機マフィアとF-16
しかしボイドは、このように見直されたFXに対しても、なお不満を持っていた。その不満は、主に下記の2点であった。
- 視程外射程（BVR）での交戦を重視した結果としてアビオニクスが高度化し、機体価格の高騰から取得性が低下している点。
- さまざまな性能要求によりFXの機体が当初の見積もりよりも大きくなってしまったことなどE-M理論の適用が不徹底であるため、当時推定されていた仮想敵機に対して性能的に劣る危険がある点。

当時、国防総省や空軍には、ボイド以外にも同様の危惧を抱くものが現れていた。その一人が、システム分析担当国防次官補室に勤めるピア・スプレイであった。スプレイは、重量15〜16トン級と、現行のFXより一回り小さく、かつE-M理論を徹底的に適用した戦闘機として、FXXと呼ばれる研究に着手した。F-XXははるかに安上がりなので、質のみならず量においてもソビエト空軍/防空軍の戦闘機部隊を凌駕するという目的で構想された。空軍上層部はFXX構想に興味は示したものの、仮にこれを採用した場合はFXの調達を圧迫することが懸念されたことから、特にFXを支持する将官たちから強い反発を受けた。この結果、ボイドとスプレイは正面からの説得をあきらめ、地下活動に移行することとなった。まもなく、3人目の同志として、空軍省勤務の戦闘機操縦士兼航空工学技術者であるE・リッチオニ大佐が加わり、これら3名は戦闘機マフィア (Fighter Mafia) として知られる一派のオピニオン・リーダーとなった。ボイドをはじめとする戦闘機マフィアに対する政治的逆風は極めて強く、例えば戦闘機マフィアの頭目を自任していたリッチオニ大佐は、ジョン・マイヤー空軍参謀次長に対してFXXの有用性を説いたために、1970年には在韓米軍に左遷される憂き目にあっている。
このような逆風にもかかわらず、ボイド一派による説得工作が進められた。当時、海軍の艦上戦闘機としてF-14の配備が進められていたが、ボイドは、これもあまりに重く高価すぎることから、必ずこれを代替ないし補完する機体が必要になると予測したうえで、その種の機体に関する研究で海軍に先んじなければ、空軍は、海軍の研究に基づく機体を押し付けられることになりかねないという論理を構築した。この論理はリッチオニ大佐によって正式に提案され、1969年、空軍上層部は研究予算14万9,000ドルを承認した。研究はジェネラル・ダイナミクスとノースロップに打診され、予算はジェネラル・ダイナミクスに4万9,000ドル、ノースロップに10万ドルが配分された。
そして1971年ごろには、当時国防副長官だったデビッド・パッカードが、CL-1200ランサーの売り込み先を探していたケリー・ジョンソンの助言によりこの計画に興味を持ったことから突破口が開かれ、先進技術の実証機として軽量戦闘機（LWF）F-XXの開発計画を開始した。1972年1月6日にはRFPが発出された。
ただしこの時点では、LWF計画はあくまで実験的な計画であり、本当に装備化されるかどうか不透明であった。空軍上層部の中将達は、LWF計画立ち上げの最終ブリーフィングの席上で、戦闘機マフィアに対して決定的なノックアウトを与えることを目論んでいた。そしてブリーフィングが行なわれるはずであった当日、ボイドは将軍たちに対して、LWFを装備化する決定は既に下された旨、国防長官からの伝言として伝達した。会場は大騒ぎとなり、戦闘機マフィアは完勝を収めた。1974年3月7日、ジェームズ・R・シュレシンジャー国防長官は、LWF計画を空戦戦闘機（ACF）計画に発展させ、全面開発に移ることを発表した。その後、LWFはNATOの同盟国向けとしても注目されるようになり、計画はさらに加速したが、その分、ボイドをはじめとする戦闘機マフィアに対する圧力は、幾何級数的に増大していくこととなった。

## 勝敗論
ボイドは、軍事著作家としては珍しく、破壊と創造（Destruction and Creation）以外は、正規の書物ではなく主にスライド・シートの形式をとって発表を行なってきた。その集大成とされるのが勝敗論（A Discourse on Winning and Losing）で、これは327ページ、所要時間15時間の一大ブリーフィングに相当する。
その中核となるのが、OODAループとして有名な意思決定理論である。これは、ボイド自身も経験した朝鮮戦争の航空戦についての洞察を基盤にして、指揮官のあるべき意思決定プロセスを分かりやすく理論化したものである。すなわち、監視（Observe）- 情勢判断（Orient）- 意思決定（Decide）- 行動（Act）のサイクルを繰り返すことによって、健全な意思決定を実現するというものであり、理論の名称は、これらの頭文字から命名されている。コリン・グレイは、OODAループについて、「あらゆる領域で適用できる一般理論」 (Grand theory) と評している。
1975年、ボイドは退役し、以後、13年間に渡って、国防総省等へのコンサルタント業務に就くこととなった。彼は、非常に質素な住居に住んでいたことからゲットー大佐と渾名されていたにも拘らず、ほぼ無償に等しい給与しか受け取らなかった。

## 機略戦理論
ボイドは退役後、孫武や宮本武蔵、カール・フォン・クラウゼヴィッツ、アントワーヌ＝アンリ・ジョミニ、カール・マルクス、ウラジーミル・レーニン、毛沢東など著名な軍事著作家の著作や、古代から現代までの戦史について研鑽を重ねた。この成果として創出されたのが機略戦（機動戦闘, Maneuver warfare）理論である。これは、#勝敗論において提唱されたOODAループ理論を中核として、『孫子』のコンセプトを導入した作戦術・戦術レベルの軍事理論であった。
ボイドの機略戦理論の影響を受けたのは、空軍よりは、むしろアメリカ陸軍とアメリカ海兵隊であった。ボイドは自ら、バージニア州のクアンティコ海兵隊基地に赴き、基礎課程で年に数回の講義を行なった。1988年、アルフレッド・グレイ海兵隊総司令官は、ポール・ヴァン・ライパー少将に対して、機略戦理論を最重視するよう指示した上で海兵隊指揮幕僚大学教育部長を発令した。そして1990年には、この方針を踏襲して、海兵隊大学内に海兵隊大学校（MCWAR）が創設された。1991年の湾岸戦争においては、ボイドの薫陶を受けた多くの将兵が、機略戦理論を実戦に応用した。

## 晩年
ボイドは晩年ガンにおかされ、闘病の末の1997年、70歳で死去した。ボイドは軍葬の礼をもってアーリントン国立墓地に葬られた。彼は#戦闘機マフィアとF-16において見られたようにジンギス・ボイドと渾名される強情さをもって空軍の官僚機構と闘ったこともあり、空軍から出席したのは、軍楽隊と儀仗兵、そして上層部から指示された名代役の中将1名のみであった。しかし海兵隊からは、総司令官が弔電を送ったほか、多くの将兵が参列した。また、軍事著作家としてのボイドを尊敬した陸海軍将校も多くが参列した。